# ヴァリグ・ブラジル航空837便墜落事故
ヴァリグ・ブラジル航空837便墜落事故(ヴァリグ・ブラジルこうくう837びんついらくじこ)は、1967年3月5日に発生した航空事故である。フィウミチーノ空港からモンロビア・ロバーツ国際空港へと向かっていたヴァリグ・ブラジル航空837便（ダグラス DC-8-33）がモンロビア・ロバーツ空港へのアプローチ中に墜落し、乗員乗客90人中51人と地上の5人が死亡した。これはリベリアで発生した航空事故の中で死者数が最多である。

## 事故機
事故機のダグラス DC-8-33（PP-PEA）は製造番号45253として製造され、1959年に初飛行した。エンジンはプラット・アンド・ホイットニー JT4Aを搭載しており、総飛行時間は16,775時間であった。

## 事故の経緯
837便はイタリアのフィウミチーノ空港を出発し、リベリアのモンロビア・ロバーツ国際空港を経由してブラジルのアントニオ・カルロス・ジョビン国際空港へと向かう便であった。837便はモンロビア・ロバーツ国際空港の滑走路04へのアプローチ中に墜落し、火災が発生した。この事故で乗員乗客90人中51人と地上の5人が死亡した。

## 事故原因
事故調査官は事故原因を「837便ががロケータービーコン上を通過する際に着陸復行をせず、誤って低い高度で急速に降下したこと」であるとした。